# Costa Toscana
El Costa Toscana es un crucero de la compañía italiana Costa Cruceros construido en el astillero Meyer Turku, en Finlandia. El Costa Toscana forma parte de la clase Excellence, una categoría de cruceros diseñada para el grupo de cruceros Carnival Corporation & plc para sus marcas, y es el segundo barco de este tipo construido para Costa Cruceros, el primero fabricado para la misma compañía naviera fue llamado Costa Smeralda.

## Historial operativo
El 2 de diciembre de 2021 fue entregado a Costa Cruceros. Estaba previsto que el buque entrara en servicio el 5 de marzo de 2022 desde Savona, pero ya en el período comprendido entre el 1 y el 5 de febrero de 2022 se utilizó como escenario secundario para un evento relacionado con el Festival de Sanremo de 2022, organizado por Fabio Rovazzi y Orietta Berti.
El 16 de junio de 2022, durante un viaje de servicio, fue bautizado en Barcelona, España por la cantante cubano-española Chanel Terrero, quien saltó a la fama representando a España en el Festival de la Canción de Eurovisión 2022 quedando en tercer lugar.